# Polydesmus alutaceus
Polydesmus alutaceus är en mångfotingart som beskrevs av Peters 1864. Polydesmus alutaceus ingår i släktet Polydesmus och familjen plattdubbelfotingar. Inga underarter finns listade i Catalogue of Life.